# 469 (numero)
Quattrocentosessantanove (469) è il numero naturale dopo il 468 e prima del 470.

## Proprietà matematiche
- È un numero dispari.
- È un numero composto.
- È un numero difettivo.
- È un numero semiprimo.
- È un numero esagonale centrato.
- È un numero ettagonale.
- È un numero felice.
- È un numero congruente.
- È parte delle terne pitagoriche (469, 1608, 1675), (469, 2220, 2269), (469, 15708, 15715), (469, 109980, 109981).

## Astronomia
- 469P/PANSTARRS è una cometa periodica del sistema solare.
- 469 Argentina è un asteroide della fascia principale.
- NGC 469 è una galassia della costellazione dei Pesci.

## Astronautica
- Cosmos 469 è un satellite artificiale russo.